# 上海市人民政府驻广州办事处
23°07′46″N 113°17′58″E / 23.1294277°N 113.2994066°E
上海市人民政府驻广州办事处，简称上海驻穗办，是上海市人民政府派驻中国华南地区的常设办事机构，归口上海市人民政府办公厅管理，是上海市加强同中国东南沿海地区各省之间政治、经济、科技交流协作的重要渠道，办事处下设秘书处、业务处、厦门联络处三个职能部门，机关办公地点为广州市三育路44号东山宾馆6号楼。

## 历史沿革
1987年2月19日，上海市人民政府驻广州办事处成立，负责与广东省与福建省的政务沟通与两地合作。2010年8月，根据政府机构调整，原市政府驻深圳办事处、市政府驻海南办事处调整为联络处，皆划归上海驻穗办管理，工作联系范围扩大到广东、福建、广西、海南四个省区。上海市人民政府驻海南联络处负责海南省、广西壮族自治区的具体工作，上海市人民政府驻深圳联络处负责广东省深圳市和珠海市的具体工作

## 联系区域
目前，上海市人民政府驻广州办事处负责联系广东省、福建省、广西壮族自治区、海南省四个省区的领导联络协调、招商引资、信息调研、对外宣传、接待服务以及服务驻上述四省区上海企业等相关事项。推动上海与各地在农业、科技、文化、教育、人才、旅游等领域的合作与交流。

## 机构设置

### 内设机构
- 秘书处
- 业务处
- 招待所

### 上海驻穗办管理的联络处
- 上海市人民政府驻厦门联络处
- 上海市人民政府驻海南联络处
- 上海市人民政府驻深圳联络处